# 수랑
수랑은 수랑과에 속하는 고둥류 연체동물이다. 한반도, 일본, 대만 연안 바다에 서식한다. 5 cm 정도 크기에, 흰 바탕에 갈색 무늬를 띈다. 식용하지만 특정 조건에서 생물농축에 의해 독이 있을 수 있어 주의가 필요하다.